# Agói
Agói (del ruso: Агой) es un seló del raión de Tuapsé del krai de Krasnodar, en el sur de Rusia. Está situado en las estribaciones meridionales del extremo oeste del Cáucaso Occidental, en la desembocadura del río Agói en la orilla nororiental del mar Negro, 5 km al noroeste de Tuapsé y 100 km al sur de Krasnodar, la capital del krai. Tenía 2 662 habitantes en 2010.
Pertenece al municipio Nébugskoye.

## Historia
La primera mención de la localidad es de 1917 como parte del ókrug de Tuapsé de la gubernia de Chernomore. V. L. Adobashyan apunta que comenzó a poblarse en 1915.

## Nacionalidades
Según el censo de 1989 en Agói vivían a 985 personas, de las que 802 eran de etnia rusa, 66 de etnia ucraniana, 65 de etnia adigué y 11 de etnia armenia.

## Lugares de interés

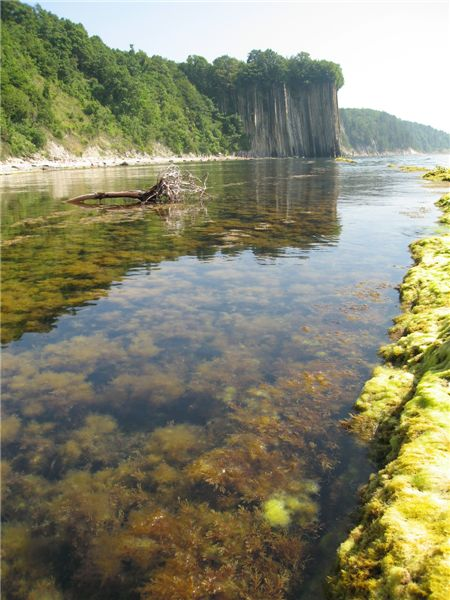
Roca de Kiseliov.

En la costa al sureste de Agói, antes de llegar al cabo Kadosh, se halla la Roca de Kiseliov, con paredes verticales de 43 m compuestas por margas, greses, calizas y tierra arcillosa, que constituye un monumento natural y que recibió el nombre del pintor Aleksandr Kiseliov.

## Economía y transporte
La principal actividad económica es el turismo. Por la localidad pasa la carretera federal M27 Novorosíisk-Tuapsé, por la que se halla a 11 km de la última población. Junto a la desembocadura del Agói se halla el aeródromo militar Agói. La playa adyacente se usa para la descarga de buques de guerra.